# Baketamun (Tochter Thutmosis III.)
Baketamun, auch Beketamun oder oft nur Baket in der Kurzform, war eine Tochter von König (Pharao) Thutmosis III. in der 18. Dynastie (Neues Reich).
Ihr Name wird in einer einzigen Zeile auf einem Fragment aus Fayence auf einer Votivgabe ihres Dieners Amunmose (Amenmose) genannt, das von einem hölzernen Stab stammt: Eine Opfergabe für Amun, vom Handwerker der Prinzessin Baketamun, sie möge leben, Amunmose. Das Objekt wurde in Deir el-Bahari gefunden und befindet sich heute im Brooklyn Museum (New York).
Einen weiteren Hinweis stellt vermutlich ein Skarabäus aus dem British Museum dar. Des Weiteren wird angenommen, dass Baketamun in der Hathorkapelle ihres Vaters in Deir el-Bahari abgebildet ist. Allerdings sind die Inschriften zu einer Prinzessin, die hinter Prinzessin Meritamun steht, nicht mehr lesbar.